# 제독

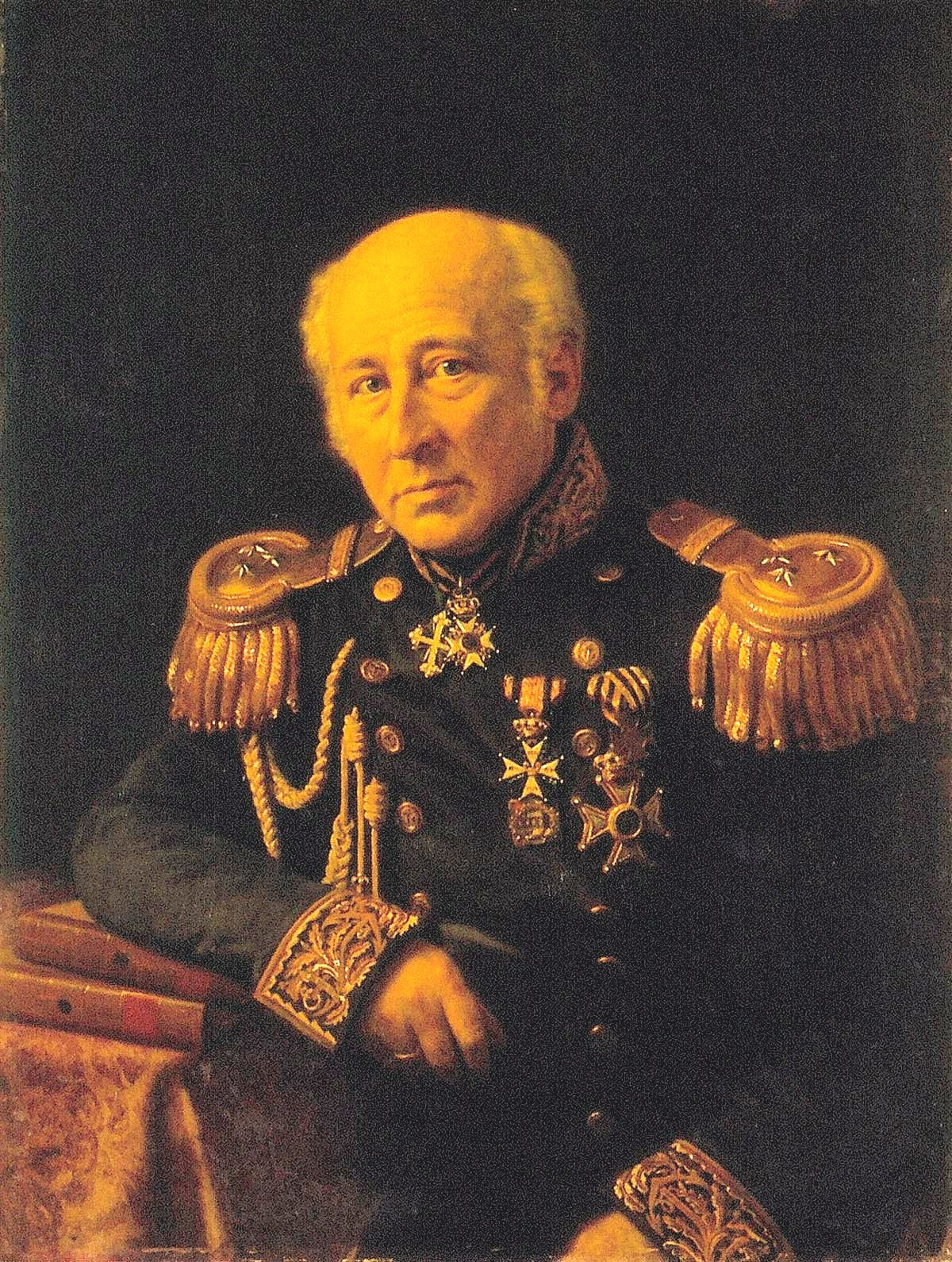

제독(提督, 영어: admiral or flag officer)은 몇몇 국가에서 해군, 해안경비대의 최상위 계급을 일컫는 말로, 육군, 공군 및 해병대의 장군과 같은 의미이다. 일반적으로 4성장군을 의미한다.

## 어원
제독 호칭의 기원은 페니키아에서 유래했다는 설이 있다. 페니키아인은 일찍이 바다로 나가 활동했는데, 그들은 배를 건조하는 기술에 능하고 연안 항해술에 밝아 지중해를 누비며 해외 식민지를 경영하고 통상 교역을 번창하게 폈다. 그때, 페니키아의 해상 고위지휘관 직함을 아미랄(Amiral)이라 호칭했다고 한다. 제독(Admiral)의 어원은 아랍 고어 amir-al-ma, am ir-al, amiral에 연유한다. 그뜻은 '바다의 귀족', '바다에서 뛰어난 일을 행하는 높은 지위의 힘 있는 신분'을 나타내는 것이었다.
그러나 고대 세계나 중세 사회를 넘기면서도 제독의 호칭은 일반화되지 못했는데, 그것은 육전이나 해전을 불문하고 싸우는 주체가 전사들이었으며 단순한 군사 조직을 갖고 있었기 때문이었다. 전사들을 거느린 높은 사람을 호칭하는 말은 장수라는 한마디로 통용되었던 것이다. 해상에서 배와 뱃사람과 전사를 지휘하는 벼슬자리에 대한 호칭은 두목과 선장, 장수와 사령관 등으로 충분했었다. 그러므로 제독의 호칭을 제대로 사용하기 시작한 것은 유럽의 근대 초 국가에서 군사 조직의 기반을 갖추기 시작한 때부터였다.
동양에서는 Admiral을 제독(提督)이라는 어휘로 풀이해 쓰고 있는데, 그 말은 명나라와 청나라 시대에 사용했던 관직 호칭으로서 주요한 성(省)의 수륙양군을 통솔하는 무관 최고의 벼슬자리를 가리켰다. 그러므로 육군과 해군을 불문하고 최고 사령관에게 제독 칭호를 사용했던 것이다.

## 용도

### 직책의 의미
현대적인 의미의 제독은, 군대 조직에서 준장에서 대장까지의 장성 또는 원수를 의미하기도 하나, 역사상으로 '제독'이라는 용어는 조금씩 의미를 달리하여 쓰여 왔다. 동양에서 제독은 수군의 지휘관의 직책을 가리키는 이름 가운데 하나였다. 외교상이나 군대 내부에서의 칭호로 제독에는 각하가 딸려서 사용된다.
이순신의 경우 많은 사람들이 장군이라 부르지만 해군에서 복무한 적이 있는 사람은 이순신을 어김없이 제독이라 부른다.

### 존칭의 의미
한자를 풀이하면 통솔(督)한 뒤 이끈다(提)는 의미로서 그 말은 명나라와 청나라 시대에 사용했던 관직 호칭으로서 주요한 성(省)의 수륙양군을 통솔하는 무관 최고의 벼슬자리를 가리켰다.

## 근대 이후의 제독
근대 이후의 군대에서는, 해군에서, 준장, 소장, 중장, 대장, 원수(또는 오성장성) 등의 장성급 계급에 해당하는 사람의 칭호로 이용되고 있다. 또한 타국의 군대에 대해서 영어로 ' Admiral' 정도 되는 계급 또는 지위를 가진 사람에 대해 '제독'이라는 호칭을 사용한다. (군인 계급 참조) 참고로, 제독이라는 용어는 편의상 혹은 관습적으로 사용되는 용어이며, 정식 명칭은 장성(將星) 또는 장관(將官)급 장군이다. 여기서 장관은 행정부서의 장관(長官)과는 다른 개념이다. 육군, 공군 또는 해병대 등의 조직의 동 계급에 대해서는 장군이라는 호칭을 사용하며, 러시아 해군 등에서는 해군 장성들 중 항공과 육전 인원의 경우는 제독이 아닌 장군이라 부르기도 한다.

## 진급
다른 군인 계급과는 달리 제독의 진급 역시 장성급 장군의 진급심사와 동일하게 국회의 동의를 얻도록 되어 있으며 준장 이상은 진급신고를 대통령에게 하도록 되어 있다. 그 때문에 제독은 다른 군인과는 달리 정치권에 많이 연루되어 있는 신분이며 뛰어난 능력도 중요하지만 정권의 성향이 진급에 강하게 작용되는 신분이다. 때문에 대장에 진급한 제독은 뛰어난 능력과 더불어 정권 성향에 맞는 인물이라는 것을 알 수 있다.

## 대한민국 제독의 정년
- 연령 정년
  - 원수 - 종신
  - 대장 - 만63세
  - 중장 - 만61세
  - 소장 - 만60세
  - 준장 - 만58세
- 계급 정년
  - 중장 - 4년 복무
  - 소장 - 6년 복무
  - 준장 - 6년 복무